# Larrosa
Larrosa és una entitat de població de l'Uruguai, ubicada al nord-oest del departament de Lavalleja, sobre el límit amb Florida i Treinta y Tres. Té una població aproximada de 150 habitants, segons les dades del cens del 2004.
Es troba a 276 metres sobre el nivell del mar.